# 69P/Taylor
69P/Taylor, komet Jupiterove obitelji. 